# Battaglia di Goodwin Sands
La battaglia di Goodwin Sands accadde nel maggio del 1652 durante la prima guerra anglo-olandese quando, nel Canale della Manica, una flotta mercantile olandese, incrociando una flotta britannica, non ammainò le bandiere in segno di saluto come previsto dall'Atto di navigazione di Cromwell. L'ammiraglio Robert Blake aprì il fuoco dando quindi inizio al conflitto.

## La battaglia
Quando le navi olandesi rifiutarono di abbassare la loro bandiera perché, secondo il comandante ammiraglio Tromp non ve ne era necessità, l'ammiraglia di Blake sparò tre colpi di avvertimento; l'ultimo di questi colpì ferì un marinaio sull'ammiraglia olandese, e Tromp ordinò alla Brederode di sparare una bordata in risposta. Da questo ebbe inizio la battaglia durata cinque ore, e al calar della notte Tromp ordinò alle sue navi da guerra di formare uno schieramento difensivo a protezione dei mercantili. Uno di questi, il Sint Laurens, venne catturato dagli inglesi, anche se non usato, mentre un altro, la Sint Maria, venne abbandonato semiaffondato ma più tardi l'equipaggio risalì a bordo e riuscì a raggiungere l'Olanda. Tromp fece le sue scuse a Blake nella speranza di riavere la preda, ma Blake gliela rifiutò.

## Gli schieramenti

### Inghilterra (Robert Blake)
Forze:
- Navi: 24
- Cannoni: 908

Squadrone di Anthony Young
- President 36 (Anthony Young)
- Nightingale 24 (Jacob Reynolds)
- Recovery 24 (Edmund Chapman)

Squadrone di Robert Blake nella Rye Bay
- James 60 (ammiraglia, Robert Blake, capitano John Gilson)
- Victory 52 (Lionel Lane)
- Garland 44 (John Gibbs)
- Speaker 52 (John Coppin)
- Ruby 42 (Anthony Houlding)
- Sapphire 38 (Robert Moulton, Jr)
- Worcester 42 (Charles Thorowgood)
- Star 24 (Robert Saunders)
- Portsmouth 36 (William Brandley)
- Martin 12
- Mermaid 24 (Richard Stayner)
- Ruben 26 (mercantile armato)
- 3 navi minori

Squadrone di Nehemiah Bourne nei Downs
- Andrew 56 (Nehemiah Bourne)
- Triumph 62 (William Penn) - Incagliata durante la battaglia
- Fairfax 52 (John Lawson)
- Entrance 44
- Centurion 36
- Adventure 36 (Andrew Ball)
- Assurance 40 (Benjamin Blake)
- Greyhound 20 (Henry Southwood)
- Seven Brothers 26 (mercantile armato, Robert Land)

### Provincie Unite (Maarten Tromp)
Forze:
- Navi: 44
- Cannoni: 1274

Navi del convoglio
- Groningen 38 (Joris van der Zaan)
- Zeelandia 34 (Jacob Huyrluyt)

Flotta nei Downs
Avanguardia
- Brederode 54 (Maarten Tromp, ammiraglio, RD)
- Alexander 28 (Jan Maijkers, AD)
- Blauwen Arend 28 (Dirck Pater, AD)
- Sint Salvador 34 (Matheeus Corneliszoon, AD)
- Vliegende Faam 28 (Jacob Corneliszoon Swart, AD)
- Arche Troijane 28 (Abraham van Kampen, AD)
- Kroon Imperiaal 34 (Cornelis Janszoon Poort, AD)
- Valck 28 (Cornelis Janszoon Brouwer, AD)
- Prinses Roijaal 28 (Maarten de Graeff, AD)
- Neptunis 34 (Gerrit van Lummen, AD)
- Sint Matheeus 34 (Cornelis Naeuoogh, AD)
- Prins Maurits 34 (Nicolaes de With, AD)
- Rozeboom 28 (Gerrit Schuyt, AD)
- Engel Gabriel 28 (Bastiaan Bardoel, AD)
- Witte Lam 28 (Cornelis van Houten, AD)
- Gideon van Sardam 34 (Hector Bardesius, AD)
- Sint Francisco 28 (Stoffel Juriaenszoon, AD)
- David en Goliad 34 (Claes Bastiaenszoon Jaarsveld, AD)
- Elias 34 (Jacob Sijvertsen Spanheijm, AD)
- Zwarte Leeuw 28 (Hendrik de Raedt, AD)
- Sint Maria 28 (Sipke Fockes, AD) - Catturata ma abbandonata e ricatturata
- Groote Liefde 38 (Bruyn van Seelst, AD)
- Nassouw van den Burgh 34 (Lambert Pieterszoon, AD)
- Groote Vergulde Fortuijn 35 (Frederick de Coninck, AD)
- Engel Michiel 28 (Fredrick Bogaart, AD)
- Vergulde Haan 30 (Jan le Sage, MD)
- Goude Leeuw 30 (Jacob Penssen, MD)
- Leeuwinne 30 (Joannes van Regermorter, MD)
- Sint Laurens 30 (Bastiaan Tuynemans, MD) - Catturata
- Witte Lam 32 (Jan Tijssen Matheeus, VD)

Retroguardia
- Monnikendam 32 (Pieter Florissen, retroammiraglio (schout-by-nacht nella terminologia olandese, NKA)
- Wapen van Hoorn 24 (Pieter Aldertszoon, NKA)
- Prins Maurits 28 (Cornelis Pieterszoon Taenman, NKA)
- Monnikendam 24 (Arent Dirckszoon, NKA)
- Wapen van Enkhuizen 30 (Gerrit Femssen, NKA)
- Wapen van Alkmaar 28 (Gerrit Nobel, NKA)
- Roode Leeuw 24 (Reynst Corneliszoon Sevenhuysen, NKA)
- Peereboom 24 (Tijs Sijmonszoon Peereboom, NKA)
- Huis van Nassau 28 (Gerrit Munth, NKA)
- Alkmaar 28 (Jan Warnaertszoon Capelman, NKA)
- Sampson 26 (Willem Ham, NKA)
- Stad van Medemblik 26 (Pieter Schellinger, NKA)

Sigle corrispondenti alle iniziali utilizzate nelle liste precedenti
- AD - Amsterdam Admiralty and Directors' ships
- MD - Middelburg Admiralty and Directors
- NKA - Noorder-Kwartier Admiralty
- RD - Rotterdam Admiralty
- VD - Vlissingen Directors